# Alexander Obolensky
Pour les articles homonymes, voir Obolenski.

a Compétitions nationales et continentales officielles uniquement.

b Matchs officiels uniquement.
Alexander Sergeevich Obolensky dit Obo (en russe : Александр Сергеевич Оболенский, Aleksandr Sergueïevitch Obolenski), né le 17 février 1916 à Petrograd (Russie) et décédé le 29 mars 1940 à Martlesham Heath, est un prince d'origine russe, et un joueur de rugby à XV sélectionné en équipe d'Angleterre et qui est mort pendant la Seconde Guerre mondiale.

## Biographie
Alexander Obolensky est le deuxième des six enfants du prince Sergei Alexandrovitch Obolensky (1879-1960), un officier de la Garde de cavalerie impériale du tsar et de son épouse, la princesse Lubov Alexandrovna Naryschkine (1890-1967). Il est issu d'une famille aristocratique d'origine ukrainienne tirant son nom de la ville d'Obolenskoye.
Un an après sa naissance, ses parents abandonnent la Russie fuyant la révolution russe de 1917 et s'installent à Muswell Hill dans le nord de Londres. Le jeune Alexander va à l'école au Trent College dans le Derbyshire avant de rejoindre l'Université d'Oxford, où il obtient sa place à deux reprises pour le Varsity Match (Oxford-Cambridge) comme trois-quart aile. Il joue ensuite pour les Leicester Tigers entre 1934 et 1939 et il porte également les couleurs de Rosslyn Park.
Sa sélection en équipe d'Angleterre fait jaser car il n'est pas citoyen britannique, il n'obtient cette citoyenneté qu'en mars 1936. Alexander Obolensky connaît sa première sélection avec l'équipe d'Angleterre le 4 janvier 1936 face à l'équipe de Nouvelle-Zélande. Il inscrit deux essais pour ses débuts. Les Anglais battent pour la première fois les All Blacks,. Il connaît seulement trois autres sélections, toutes cette année-là, contre le pays de Galles le 18 janvier, contre l'Irlande le 8 février et contre l'Écosse le 21 mars. Il n'inscrit aucun autre essai, mais son nom entre dans la légende de ce sport ; le premier essai est un débordement le long de la ligne, le second est une percée oblique qui marque pour toujours une génération,,.
Lorsque survient la Seconde Guerre mondiale, Obolensky intègre le 54e escadron de la Royal Air Force. Le 29 mars 1940, il meurt à l'entraînement quand son Hawker Hurricane tombe dans un ravin à l’atterrissage sur le terrain de Martlesham Heath Airfield dans le Suffolk, il est âgé de 24 ans. Il est enterré dans un cimetière militaire près d'Ipswich. Une statue à son effigie est érigée dans la ville d'Ipswich. Plus tard, il est comparé au pilote de chasse de la Royal Air Force et trois-quart aile de Leicester Tigers et de l'Angleterre, Rory Underwood dont la famille est également originaire d'Asie orientale.